# Gärdessjön, Blekinge
Gärdessjön är en sjö i Ronneby kommun i Blekinge och ingår i Vierydsåns huvudavrinningsområde. Sjön är 5,2 meter djup, har en yta på 0,036 kvadratkilometer och är belägen 122,9 meter över havet.